# Aya Pouye
Rokhaya Pouye, detta Aya (10 gennaio 1958), è un'ex cestista senegalese.

## Carriera
Con il Senegal ha disputato i Campionati mondiali del 1975.